# Michael Baletin
Michael Fernandez Baletin (ur. 2 stycznia 1977 w Manili) – filipiński zapaśnik w stylu klasycznym i wolnym.
Srebrny w 2003, 2005, 2009 i 2011; brązowy w 1997 medalista igrzysk Azji Południowo-Wschodniej. Trzeci w mistrzostwach Azji Południowo-Wschodniej w 1997. Zajął 36. miejsce w mistrzostwach świata w 2006. Siódmy na Igrzyskach Azjatyckich w 1998 i 2002, ósmy w 2006. Dziesiąty na mistrzostwach Azji w 2003 roku.